# Le Samyn 2022
La Le Samyn 2022, cinquaquattresima edizione della corsa, valevole come diciottesima prova dell'UCI Europe Tour 2022 categoria 1.1, si è svolta il 1º marzo 2022 per un percorso di 209 km, con partenza da Quaregnon ed arrivo a Dour, in Belgio. La vittoria è stata appannaggio dell'italiano Matteo Trentin, che ha completato il percorso in 4h49'29" alla media di 43,319 km/h, precedendo il francese Hugo Hofstetter e il belga Dries De Bondt.
Al traguardo di Dour sono stati 116 i ciclisti, dei 165 partiti da Quaregnon, che hanno portato a termine la competizione.

## Squadre e corridori partecipanti[2]
| N.      | Cod. | Squadra                     |
| ------- | ---- | --------------------------- |
| 1-7     | AFC  | Alpecin-Fenix               |
| 11-17   | ACT  | AG2R Citroën Team           |
| 21-27   | BOH  | Bora-Hansgrohe              |
| 31-37   | COF  | Cofidis                     |
| 41-47   | QST  | Quick-Step Alpha Vinyl Team |
| 51-57   | DSM  | Team DSM                    |
| 61-67   | IWG  | Intermarché-Wanty-Gobert    |
| 71-77   | IPT  | Israel-Premier Tech         |
| 81-87   | TJV  | Jumbo-Visma                 |
| 91-97   | LTS  | Lotto Soudal                |
| 101-107 | TFS  | Trek-Segafredo              |
| 111-117 | UAD  | UAE Team Emirates           |
| 121-127 | ARK  | Team Arkéa-Samsic           |

| N.      | Cod. | Squadra                          |
| ------- | ---- | -------------------------------- |
| 131-137 | BBK  | B&B Hotels-KTM                   |
| 141-147 | BWB  | Bingoal Pauwels Sauces WB        |
| 151-157 | HPM  | Human Powered Health             |
| 161-167 | SVB  | Sport Vlaanderen-Baloise         |
| 171-177 | TEN  | TotalEnergies                    |
| 181-187 | UXT  | Uno-X Pro Cycling Team           |
| 191-197 | BCY  | BEAT Cycling                     |
| 201-207 | CGF  | Groupama-FDJ Continental Team    |
| 211-217 | LPC  | Leopard Pro Cycling              |
| 221-227 | MTC  | Minerva Cycling Team             |
| 231-237 | TIS  | Tarteletto-Isorex                |
| 241-247 | GRL  | Go Sport-Roubaix-Lille Métropole |

## Ordine d'arrivo (Top 10)
| Pos. | Corridore          | Squadra       | Tempo    |
| ---- | ------------------ | ------------- | -------- |
| 1    | Matteo Trentin     | UAE           | 4h49'29" |
| 2    | Hugo Hofstetter    | Arkéa         | s.t.     |
| 3    | Dries De Bondt     | Alpecin       | s.t.     |
| 4    | Stan Dewulf        | AG2R          | s.t.     |
| 5    | Loïc Vliegen       | Intermarché   | s.t.     |
| 6    | Victor Campenaerts | Lotto         | s.t.     |
| 7    | Dries Van Gestel   | TotalEnergies | s.t.     |
| 8    | Bert Van Lerberghe | Quick-Step    | s.t.     |
| 9    | Rasmus Tiller      | Uno-X         | a 4"     |
| 10   | Arnaud De Lie      | Lotto         | s.t.     |